# 娄庄镇 (灵璧县)
娄庄镇，是中华人民共和国安徽省宿州市灵璧县下辖的一个乡镇级行政单位。

## 行政区划
娄庄镇下辖以下地区：
赵家村、永定村、姚山村、杨马村、杨集村、淹周村、宣圩村、吴塘村、王赵村、沱北村、司房村、双任村、娄北村、刘胡村、蒋圩村、蒋邓村、黄圩村、峨山村、长集村、汴河村、大山村、葛店村和娄庄村。